# Trinia biebersteinii
Trinia biebersteinii är en flockblommig växtart som beskrevs av Fedor. Trinia biebersteinii ingår i släktet Trinia och familjen flockblommiga växter. Inga underarter finns listade i Catalogue of Life.